# Course en ligne masculine aux championnats du monde de cyclisme sur route 1999
Navigation
1998 2000
La course en ligne masculine des championnats du monde de cyclisme sur route 1999 a lieu le 10 octobre 1999 à Vérone, en Italie. Elle est remportée par l'Espagnol Óscar Freire.

## Participation

### Favoris de la course
Deux coureurs seront particulièrement suivis durant la course : Frank Vandenbroucke, vainqueur de Liège-Bastogne-Liège, qui a fait preuve de son excellente condition en remportant 2 étapes en dernière semaine du récent Tour d'Espagne et Jan Ullrich, vainqueur de cette Vuelta et champion du monde du contre-la-montre depuis 4 jours.
Les outsiders sont nombreux, parmi eux on peut citer Francesco Casagrande, Johan Museeuw ou Michael Boogerd.

### Principaux coureurs absents
Le n°1 mondial au classement UCI Laurent Jalabert ne participe pas aux championnats du monde, mal remis de ses chutes récentes au Tour de Castille-et-Leon et au Tour d'Espagne.

Le vainqueur du Tour de France, Lance Armstrong est également absent.

## Récit
Tours 1 à 5/16

Le peloton roule à allure modérée.

Tour 6/16

Frank Vandenbroucke est victime d'une chute. Il poursuit la course malgré une douleur au poignet.

Tour 8/16

Une nouvelle chute contraint Davide Rebellin à l'abandon.

Tour 11/16

Andrea Tafi attaque à plusieurs reprises mais ne parvient pas à creuser l'écart.

Tour 12/16

Andrea Tafi s'isole en tête de course. Il compte jusqu'à 45 secondes d'avance avant d'être repris.

Tour 14/16

Alex Zülle attaque dans la principale difficulté du parcours. Il est rejoint par Jean-Cyril Robin, Oscar Camenzind le tenant du titre, Miguel Angel Martin Perdiguero, Mirko Celestino et Maarten den Bakker. Les 6 hommes s'entendent bien et résistent au retour du peloton.

Tour 15/16

Alex Zülle est lâché par ses compagnons d'échappée. À l'arrière, Jan Ullrich accélère et provoque la sélection. Il ne reste que douze coureurs dans le groupe des poursuivants, parmi lesquels on trouve Frank Vandenbroucke, Francesco Casagrande et Michael Boogerd.

Tour 16/16

Les deux groupes se réunissent. Une nouvelle sélection a lieu sous l'impulsion notamment du Français Jean-Cyril Robin. Ils ne sont plus que neuf à se disputer la victoire. Après une tentative d'échappée vaine de Francesco Casagrande puis d'Oscar Camenzind, le sprint semble inévitable entre ces neuf coureurs. Mais à 500 m de la ligne, un coureur quasi inconnu démarre sur la droite de la route et s'assure plusieurs longueurs d'avance : Óscar Freire devient champion du monde à la surprise générale.

## Classement
|                           | Coureur              | Pays       |    | Temps           |
| ------------------------- | -------------------- | ---------- | -- | --------------- |
| Médaille d'or, monde      | Óscar Freire         | Espagne    | en | 6 h 19 min 29 s |
| Médaille d'argent, monde  | Markus Zberg         | Suisse     | +  | 0 s             |
| Médaille de bronze, monde | Jean-Cyril Robin     | France     | +  | 0 s             |
| 4.                        | Francesco Casagrande | Italie     | +  | 0 s             |
| 5.                        | Chann McRae          | États-Unis | +  | 0 s             |
| 6.                        | Oscar Camenzind      | Suisse     | +  | 0 s             |
| 7.                        | Frank Vandenbroucke  | Belgique   | +  | 0 s             |
| 8.                        | Jan Ullrich          | Allemagne  | +  | 0 s             |
| 9.                        | Dimitri Konyshev     | Russie     | +  | 0 s             |
| 10.                       | Daniele Nardello     | Italie     |    | 59 s            |
| 11.                       | Andrea Tafi          | Italie     |    | 59 s            |
| 12.                       | Johan Museeuw        | Belgique   |    | 59 s            |
| 13.                       | Rolf Sørensen        | Danemark   |    | 59 s            |
| 14.                       | Michael Boogerd      | Pays-Bas   |    | 59 s            |
| 15.                       | Marco Serpellini     | Italie     |    | 1 min 8 s       |
| 16.                       | Beat Zberg           | Suisse     |    | 1 min 9 s       |
| 17.                       | Piotr Wadecki        | Pologne    |    | 1 min 9 s       |
| 18.                       | Pavel Tonkov         | Russie     |    | 1 min 9 s       |
| 19.                       | Maarten den Bakker   | Pays-Bas   |    | 1 min 9 s       |
| 20.                       | Pascal Richard       | Suisse     |    | 1 min 9 s       |
| 21.                       | Marco Velo           | Italie     |    | 1 min 9 s       |
| 22.                       | Niki Aebersold       | Suisse     |    | 1 min 9 s       |
| 23.                       | Christophe Moreau    | France     |    | 1 min 9 s       |
| 24.                       | Santiago Blanco      | Espagne    |    | 1 min 9 s       |
| 25.                       | Mirko Celestino      | Italie     |    | 1 min 26 s      |
| 26.                       | Raimondas Rumšas     | Lituanie   |    | 1 min 43 s      |
| 27.                       | Mauro Gianetti       | Suisse     |    | 2 min 40 s      |
| 28.                       | Miguel Ángel Martín  | Espagne    |    | 4 min 16 s      |
| 29.                       | Romāns Vainšteins    | Lettonie   |    | 8 min 2 s       |
| 30.                       | Gianni Faresin       | Italie     |    | 8 min 15 s      |
| 31.                       | Zbigniew Piątek      | Pologne    |    | 8 min 15 s      |
| 32.                       | Manuel Beltrán       | Espagne    |    | 8 min 15 s      |
| 33.                       | Glenn Magnusson      | Suède      |    | 8 min 15 s      |
| 34.                       | Laurent Brochard     | France     |    | 8 min 15 s      |
| 35.                       | Felice Puttini       | Suisse     |    | 8 min 17 s      |
| 36.                       | José Luis Rubiera    | Espagne    |    | 8 min 18 s      |
| 37.                       | Roberto Laiseka      | Espagne    |    | 8 min 18 s      |
| 38.                       | Massimo Donati       | Italie     |    | 8 min 18 s      |
| 39.                       | Mauro Zanetti        | Italie     |    | 8 min 18 s      |
| 40.                       | Peter Farazijn       | Belgique   |    | 8 min 18 s      |
| 41.                       | Andreï Tchmil        | Belgique   |    | 8 min 18 s      |
| 42.                       | Raivis Belohvoščiks  | Lettonie   |    | 16 min 1 s      |
| 43.                       | Íñigo Chaurreau      | Espagne    |    | 16 min 1 s      |
| 44.                       | Nicki Sørensen       | Danemark   |    | 16 min 1 s      |
| 45.                       | Gorazd Štangelj      | Slovénie   |    | 16 min 1 s      |
| 46.                       | Georg Totschnig      | Autriche   |    | 16 min 1 s      |
| 47.                       | Andrei Kivilev       | Kazakhstan |    | 16 min 1 s      |
| 48.                       | Marc Lotz            | Pays-Bas   |    | 16 min 1 s      |
| 49.                       | Sergey Lelekin       | Russie     |    | 16 min 1 s      |